# Risen 2: Dark Waters
Risen 2: Dark Waters es un videojuego de un solo jugador perteneciente al género de fantasía con temas de acción y juego de rol y la secuela del videojuego Risen, ambos desarrollados por Piranha Bytes. Es publicado por Deep Silver. Risen 2: Dark Waters no es solo un juego de temática pirata, sino que transfiere los clásicos temas de piratas caribeños a un mundo de fantasía donde los monstruos, dioses antiguos, y el vudú existen en conjunto con la magia.
El juego fue anunciado oficialmente por Deep Silver el 18 de agosto de 2010, durante una conferencia de prensa en la feria GamesCom de Colonia, Alemania. El sitio oficial se abrió el 19 de febrero de 2011. El juego fue lanzado para Microsoft Windows en Europa y Estados Unidos a finales de abril de 2012 y para las plataformas Xbox 360 y PlayStation 3 a finales del verano de 2012. La versión de PC es directamente desarrollado por Piranha Bytes. La firma francesa Wizarbox está a cargo de las versiones de consola, tanto para la Xbox 360 y la PlayStation 3. Risen 2: Dark Waters es el primer juego de la serie Risen que se hizo para la PlayStation 3.

## Jugabilidad
Risen 2 es un videojuego de acción de rol donde los jugadores toman el control del personaje principal en una perspectiva en tercera persona para explorar el mundo, completar misiones en el juego, y personalizar las habilidades de su personaje. Mientras que el aspecto físico del personaje del jugador no puede ser cambiado, otras características, incluyendo conjuntos de ropa y habilidad, si se pueden modificar. A lo largo de la progresión del juego, los jugadores pueden mejorar cinco atributos clave, cada uno con su propio enfoque en diferentes estilos de juego. El atributo "Cuchillas" determina el dominio y el uso de espadas, dagas, armas arrojadizas y otro recorte / de empuje de armamento mientras el atributo "Armas de fuego" gira en torno a pistolas, rifles y otras armas a base de pólvora. "Dureza" determina el nivel de daño que se puede tomar de diferentes ataques, mientras que "la astucia" se centra en el sigilo incluyendo furtivamente, el robo y persuadir a otros personajes. El atributo final es " vudú "que gira en torno al uso de la magia negra y otros rituales tanto letales como no letales que pueden ser utilizados durante todo el juego. Cada atributo cubre muchos múltiples subclases para cada especialización llamada Talentos, que son habilidades que representan diferentes ventajas y capacidades. Los talentos son más específicos en su beneficio, dependiendo del nivel de ellos. Por ejemplos, bajo astucia, "Robo" determina si un jugador puede tomar ciertas cerraduras o caracteres carterista mientras que bajo Dureza, resistencia a cuchillas o balas se determina junto con la capacidad para intimidar a otros caracteres. Debido a la variedad, los jugadores pueden optar por centrarse en los diferentes atributos y talentos en función de su enfoque a la jugabilidad, como el sigilo, magia, trucos sucios o combate convencional.

### Habilidades
Los Atributos, junto con sus respectivos talentos se nivelan por gastar una cantidad específica de "Gloria". La Gloria es ganada por el jugador a través de completar misiones, descubrir nuevos lugares y derrotar a los enemigos. Los Talentos individuales sin embargo también se pueden nivelar hacia arriba a través del uso de ciertos elementos, algunos de ellos con aumentos permanentes o sólo temporales. Esto es adicional a diferentes elementos intercambiables de ropa y joyas, cada uno con sus propias mejoras de talentos y niveles de defensa. Ciertas otras habilidades también pueden ser aprendidas por recibir lecciones y consejos de personajes entrenadores de habilidades específicas que se encuentran en todo el mundo del juego. Cada habilidad / talento sin embargo requiere un atributo de nivel seguro que ya se reunió al mismo tiempo que a menudo, a veces una cantidad de oro en el juego que debe pagarse. Al igual que la gloria, el oro se acumula a través de la progresión a la vez que a través de la venta de artículos a los vendedores que también pueden vender productos al mismo tiempo. Entrenador habilidades incluyendo habilidades útiles, tales como patadas sobre sus oponentes, monos y loros de formación para robar y distraer a los enemigos, junto con la alquimia, fabricantes de armas y falsificación que permite a los jugadores crear talentos impulsando pociones y nuevas armas hechas de materiales encontrados o comprados a través del juego. Otras habilidades incluyen el uso de una muñeca vudú para control directo tomado de otros personajes o rituales para debilitar oponentes.

### Combate
En combate, el personaje del jugador dispone de dos ranuras de armas. En la mano derecha el jugador empuña sus armas blancas como un machete o un rifle con las dos manos mientras que en la mano izquierda es el elemento secundario, como una pistola o no dañando artículos como lanzando arena para cegar a los opositores o la vida silvestre entrenada. Las armas se pueden cambiar rápidamente o artículos como disposiciones de la salud pueden ser utilizados a través de una ficha independiente de teclas de acceso rápido en la versión para PC. Lanzar armas como lanzas sin embargo requieren que apunta con las dos manos.

## Sinopsis

### Escenario
El juego se desarrolla en una región de ficción y fantasía orientada de su mundo en el juego que se basa en los trópicos  caribeños. El mundo se divide en múltiples ubicaciones en todo un mapa del mundo ficticio formado por islas (o zonas costeras) hogar de selvas, cuevas, pueblos tribales y puestos de avanzada. Cada ubicación sólo se puede acceder por primera vez a través de la progresión de la misión principal de la historia, aunque puede ser revisada en un momento posterior, lo cual es opcional para el jugador. El viaje entre las islas se hace con el barco pirata del jugador. Al visitar cada lugar, la región está abierta para el jugador para explorar. Mientras que ciertas rutas y caminos pueden ser divididos por pases montañosas o acuosas o eventos de la historia con guion, la ubicación permite al jugador tomar varias rutas y descubrir sitios o lugares nuevos, incluso los ocultos. El jugador tiene que viajar a pie a través de la mayoría de los lugares, pero puede obtener un mapa de lque muestra una visión completa de la isla, incluyendo los puntos marcados relacionados con misiones actuales y los puntos descubiertos de interés. Los puntos de interés incluyen típicamente pueblos, puestos de avanzada, muelles y otras áreas no hostiles seguras. Una vez que éstos se han descubierto y marcado en el mapa, el jugador puede entonces viajar rápidamente entre ellos sin tener que ir a pie. El juego tiene un ciclo de día y noche que los personajes no jugadores y en algunos casos ciertas misiones funcionan así, por ejemplo, las tiendas estarán cerradas y algunos personajes podrían estar durmiendo durante la noche. Los mismos jugadores pueden optar por dormir si encuentran una cama vacía para saltar a diferentes horas del día. Cuando está cerca de la mayoría de los personajes no hostiles, el jugador no debe sacar sus armas (salvo que sea necesario) a menos que huyen o actúan agresivamente contra uno mismo. Los jugadores también pueden viajar con un compañero controlado por la IA que ayudará en el combate y hacer misiones, algunas de las cuales tienen sus propias habilidades únicas que pueden beneficiar el personaje del jugador.

### Argumento
La historia comienza en la Fortaleza de Cristal en el puerto de Caldera, la última fortaleza de la Inquisición (una orden religiosa-militar vista en Risen 1) y del Imperio Antiguo. Las montañas que rodean Caldera están en llamas a raíz de que los antiguos dioses, llamados Titanes (también vistos en Risen 1), asaltan la tierra. Dos Señores Titán, Ursegor e Ismael, han caído al luchar entre sí. Esto ha aliviado la presión sobre Caldera, aunque algunas partes de la ciudad están en llamas y han sido abandonadas. Pero uno de los dos Señores Titán debe caer pronto, y el ganador deberá entonces tratar de encontrar una manera de aplastar a Caldera. Sólo el poder de la cueva de cristal, ubicada debajo de la Fortaleza, da una pequeña esperanza. Un problema acuciante más inmediato es un monstruo marino llamado Kraken, que ataca a los barcos en el mar y está bajo el mando de la diosa Titan Mara. Así, los ataques Kraken impiden traer equipos, soldados y suministros a Caldera. El monstruo también evita que se pueda huir. Para añadir a los problemas de la guarnición, los pequeños suministros a Caldera se ven amenazados por los piratas que tratan de robar los tesoros.
Una noche de tormenta, el Comandante Carlos (jefe de la guarnición de la ciudad del puerto en el primer Risen) espía a un barco pirata que es atacado por el Kraken. Carlos pide al héroe ayudar a los supervivientes. Entre los supervivientes que se han encontrado en la playa, hay un personaje clave de Risen, Patty. Patty está siempre en busca de su padre, el famoso pirata Gregorius Emanuel Steelbeard, y su tesoro. Un rumor dice que Steelbeard ha encontrado una manera de navegar por los mares de forma segura, utilizando lo que puede ser una posible arma que podría matar al Kraken. Carlos decide que el héroe debe infiltrarse entre los piratas de Steelbeard. Patty y el Héroe deciden formar un equipo y viajan a la isla de los piratas de Tacarigua. El héroe es despojado oficialmente de su cargo en la Inquisición.
El héroe y Patty encuentran a Steelbeard al otro lado de la isla, y descubren que ha descubierto la ubicación del Titan Harpoon, que podría matar incluso a los Señores Titán, pero es propiedad del Capitán Crow, quien está protegido de forma segura de los ataques, lo que lleva al héroe a pedir ayuda, ya sea de la Inquisición o de los nativos. Cuando se enfrentan, Crow convoca un Titán pero el héroe consigue robar el Harpoon y empalar Crow con él.
Steelbeard revela que hay otros tres artefactos Titan que deben ser utilizados en conjunto con el arpón con el fin de matar a la Titan Mara, dueña del Kraken. Mara envía el Kraken a la Costa de la Espada y hunde el barco de Steelbeard. El héroe tiene la tarea de obtener los tres artefactos.

## Desarrollo
A finales de mayo de 2007, JoWooD Productions Software AG y Plutón 13 GmbH (propietario de la marca "Piranha Bytes") anunciaron el fin de su cooperación. Tras los acuerdos contractuales que vinculan a las dos empresas, JoWood mantiene temporalmente el derecho de publicar juegos en la serie Gothic, así como el derecho de autor para la marca "Gothic". Como consecuencia de esto, Piranha Bytes anunció el 17 de junio de 2007, que estaban trabajando en la redacción de un nuevo juego de rol. Al día siguiente, Deep Silver anunciaron que iban a ser el editor, y el 6 de agosto de 2008 se reveló el nombre oficial del juego para ser resucitado .
Mientras que Piranha Bytes ha desarrollado la versión para PC del juego, la compañía francesa Wizarbox fue la encargada de llevarlo a la Xbox 360 (el primer partido no tenía ninguna versión de PlayStation 3). Tras numerosas críticas a la mala calidad de la versión de consola del juego, el editor decidió que la secuela sería desarrollado conjuntamente en las tres plataformas desde el inicio del proyecto, con expertos de Piranha Bytes preparar elementos para Wizarbox y con controles de prueba cada 30 o 60 días . El nombre oficial de la secuela, Risen 2: Dark Waters, fue anunciado el 19 de febrero de 2011.
A finales de julio de 2011, Deep Silver anunció que había seleccionado Steamworks como la forma de gestión de derechos digitales para la versión de PC del juego. Esto permitirá a los usuarios añadir sus claves minorista a una cuenta de Steam y jugar el juego a través del servicio. Esto también incluirá instalaciones ilimitadas en cualquier PC, y sin necesidad de tener el DVD en la unidad para jugar.

## Comercialización
En 2012, la JERS anunció que el arte de la cubierta original de Risen 2: Dark Waters no era adecuado para el lanzamiento en América del Norte , y Deep Silver se le dijo que cambiarlo. En lugar de un chorro de sangre roja en el fondo, detrás del cráneo, que desde entonces ha sido cambiado para el color azul. El arte de la cubierta restante sin cambios en otros territorios.

## Recepción
Risen 2: Dark Waters recibió críticas promedio. La agregación de sitios web de reseñas GameRankings y Metacritic dio la versión de PC 67.78% y 69/100, Xbox 360 versión 58.27% y 60/100 y la PlayStation 3 versión 53.83% y 47/100.
GameSpot elogió el tema de pirata, señalando la atmósfera y el humor no cliché, concluyendo en tono de broma que Risen 2 " una odisea alegre y en ocasiones profano a través de selvas húmedas, cuevas húmedas, y la imposición de los templos. También le permite hacer monos pelean entre sí , y eso es un mecánico de cualquier amante de RPG puede conseguir detrás ". Sin embargo, eran menos que impresionado por los escenarios de combate frustrantes, insectos molestos que interfieren con el viaje del jugador, y con el juego no es la forma tan libre como el original.
Destructoid aplaudió la profundidad, pero criticó el combate y la dificultad, afirmando que "... podría haber sido un juego bien supremo, que pudo haber salido cara a cara con los pesos pesados de acción y rol. Debido a una serie de altamente las decisiones de diseño cuestionables, sin embargo, una gran parte de ese potencial se ha marchitado ".
IGN dio la versión de PC de un 6,5 / 10, lo llamaron "una experiencia de rol que utiliza la convención como una muleta y margina o despoja de una gran cantidad de elementos que hicieron de los juegos anteriores del estudio destacan."

## Secuela
Risen 3: Titan Lords fue anunciado oficialmente en la portada de la revista alemana PC Games.